# Louis Barré
Louis Barré (Nantes, 6 aprile 2000) è un ciclista su strada francese che corre per il team Intermarché-Wanty.

## Palmarès

### Strada
- 2019 (UC Nantes Atlantique, tre vittorie)

Manche-Océan
2ª tappa Trois Jours de Cherbourg (Querqueville > Octeville)
Classifica generale Trois Jours de Cherbourg
- 2020 (UC Nantes Atlantique, una vittoria)

Ronde du Pays Basque
- 2021 (UC Nantes Atlantique, due vittorie)

Boucles du Tarn et du Sidobre
2ª tappa Estivale bretonne (Scrignac > Poullaouen)

#### Altri successi
- 2017 (Juniores)

Classifica scalatori Ronde des Vallées

## Piazzamenti

### Grandi Giri
- Giro d'Italia

2024: non partito (11ª tappa)
- Tour de France

2025: 82º

### Classiche monumento
- Liegi-Bastogne-Liegi

2023: ritirato
2024: ritirato
2025: 25º
- Giro di Lombardia

2022: 49º

### Competizioni mondiali
- Campionati del mondo

Innsbruck 2018 - In linea Junior: ritirato

### Competizioni europee
- Campionati europei

Herning 2017 - In linea Junior: 39º
Trento 2021 - In linea Under-23: 7º
Anadia 2022 - In linea Under-23: 95º